# Parque nacional Montes Wondul
El Parque Nacional Montes Wondul es un parque nacional en Queensland (Australia), ubicado a 209 km al oeste de Brisbane.

## Datos
- Área: 35,55 km²;
- Coordenadas: 28°03′48″S 151°01′20″E / -28.06333, 151.02222
- Fecha de Creación: 1992
- Administración: Servicio para la Vida Salvaje de Queensland
- Categoría IUCN: II

Véase también:
- Zonas protegidas de Queensland

- Datos: Q3383573